# 神奈川記念
神奈川記念（かながわきねん）は、川崎競馬場にて2023年12月14日に開催された競馬の競走である。競馬番組上の名称は100th anniversary 農林水産大臣賞典 神奈川記念競走と案内される。

## 概要
同競走は、1923年に神奈川県内の8つの畜産組合によって春と秋の年2回の競馬会が開催されてから100年に当たるのを記念して行う。
またこの競走のもうひとつの設立経緯として、地方競馬が中央競馬と異なり会計年度（4月から翌年3月）で行われる関係で、例年1月 - 3月（年度により施行時期は変動）に実施のJpnI競走である川崎記念及びJpnII競走であるエンプレス杯が2023年度に実施されない（川崎記念及びエンプレス杯が移設されるのは次年度となる2024年4月 - 5月）ため、2023年度内においては同年12月14日にその年限りの中央・地方交流重賞として実施することとなった。
出走条件はサラブレッド系3歳以上のJRA及び地方所属馬による全国交流競走で、施行距離はダート1600m、1着賞金2,000万円である。
同競走は前述のとおり2023年限定の開催となるため、ダートグレード競走の1レースとして含まれるものの、南関東グレードを含めた格付けの付与は行わない。

### 条件・賞金
出典：
出走条件
サラブレッド系3歳以上
負担重量
賞金別定。3歳55kg・4歳以上56kg（牝馬2kg減）を基本とし、2023年12月8日までの賞金額に応じて以下の通り加増する。
- JRA所属馬は収得賞金により加増され、1600万円を超える超過額1200万円ごとに1kg増。
- 地方競馬所属馬は総獲得賞金額により加増され、3歳馬は1500万円、4歳馬は2000万円、5歳以上馬は3000万円ごとに1kg増。
- 負担重量の上限は3歳59kg・4歳以上60kg（牝馬2kg減）とする。

## 優勝馬
| 施行日         | 優勝馬         | 性齢 | 所属 | タイム | 優勝騎手       | 管理調教師 | 馬主     |
| -------------- | -------------- | ---- | ---- | ------ | -------------- | ---------- | -------- |
| 2023年12月14日 | ヴィブラフォン | 牝4  | JRA  | 1:42.9 | ホリー・ドイル | 高木登     | 吉田勝己 |